# ممالك كوريا الثلاث اللاحقة
ممالك كوريا الثلاث اللاحقة هي الفترة التاريخية التي تَلَتْ فترة دولتا الشمال والجنوب، وبدأت في سنة 892. كانت مملكة شلا اللاحقة تعاني من صراع النبلاء بين بعضهم البعض بالإضافة لتمرد الفلاحين المستمر، وقد تصاعد الأمر عندما أنشأ غيون هوون مملكة بايكتشي اللاحقة في سنة 892 وتبعه غنغ يي في إنشاء مملكة تايبونغ (غوغوريو اللاحقة) في سنة 901. استمرت هذه الفترة حتى سنة 936 عندما استطاع وانغ غون الذي استولى على مملكة تايبونغ ونصب نفسها ملكاً وغير اسم دولته إلى مملكة غوريو، استطاع أن يحتل ويوحد مملكة شلا اللاحقة ومملكة بايكتشي اللاحقة.
ضمت ممالك كوريا الثلاث اللاحقة (892 – 936) مملكة شلا، وهوبايكتشي («بايكتشي اللاحقة») وهوغوغوريو («غوغوريو اللاحقة»، اسُتبدلت غوريو بها). ادّعت الأخيرتان أنهما ورثة ممالك كوريا الثلاث السابقة، التي كانت قد وحدتها شلا. انبثقت هذه الفترة من الاضطرابات الوطنية خلال حكم الملكة جين سونغ ملكة شلا، وتشير عادةً إلى الحقبة بين تأسيس هوبايكتشي على يد غيون هوون والوقت الذي وحدت فيه غوريو شبه الجزيرة.
في الواقع، تتوافق هذه الفترة مع نهاية سلالة شلا، وبما أن بالهاي بقيت في الشمال حتى عام 926، اعتُبر أن كوريا كانت ما تزال في حقبة الشمال والجنوب.
في نهاية العام، ضعف حُكم شلا، وظهر أقرانها المحليون على أنهم انتفاضة وطنية ناجمة عن الضرائب المفرطة في خضم القوة الصاعدة في كل منطقة. الشخصيات التمثيلية هي غيون هوون، وغونغي ويانغيل، الذي أسس لإحياء بايكتشي وغونغي الذي أسس لإحياء غوغوريو.
في النهاية، قُسمت شلا مجددًا وبدأت الحقبة المدعوة بحقبة ما بعد سامغوك. في وقت لاحق، بعدما هزم ملك غوغوريو غونغي، وظهر وانغ غيون، تركز مستقبل استعمار الممالك الثلاث لكوريا على غوريو.

## خلفية
في القرنين التاسع والعاشر، هزت شلا المشكلات الناشئة من اعتمادها على «نظام رتبة العظام»، نظام طبقي جامد لا يسمح إلا لأصحاب الأصول الأرستقراطية باستلام المناصب الرفيعة. أُسيء استخدام النظام كوسيلة لجعل العائلة الملكية الحاكمة تهيمن سياسيًا ما سبب الكثير من الاضطرابات في أيام شلا اللاحقة. قوّت طبقة النبلاء المحلية المدعوة هوجوك، أي العشيرة المحلية البارزة، نفوذها إبان الفترة الفوضوية عبر جمع جيوش خاصة بهم وتركيز قواتهم بصورة مستقلة. تعمق الشقاق بين النبلاء بعد وفاة الملك هي غونغ إثر اشتعال خصومة حول خلافة الملك والنزاعات المستمرة على السلطة بينهم. لم يكن الجو السياسي فقط في حالة فوضى، بل كان حالة شلا المادية مريعة أيضًا. كان فرض الضرائب صعبًا دون تعاون النبلاء. نتيجة لذلك، وقع عبء الضرائب بصورة شديدة على المزارعين والفلاحين، الذين ثاروا بالنتيجة في عام 889، وهو العام الثالث من حكم الملكة جين سونغ. قامت الكثير من الثورات والانتفاضات في مئة العام التالية، ما أدى إلى انهيار شلا.
مع بداية نهاية عصر شلا، تعمق الشقاق في المجتمع الأرستقراطي وفشلت سلسلة من الإصلاحات السياسية الهادفة إلى تعزيز سلطته. في خضم صراع عنيف كهذا، بدأ كفاح طبقة النبلاء المركزية للسيطرة على العرش، ونتج عنه 20 تغيير سياسي من عام 768 (العام الرابع من حكم الملك هي غونغ) إلى عام 887 (العام الأول من حكم الملكة جين سونغ).
في الخارج، اشتدت النزاعات بين الطبقة الحاكمة وأفراد الجيش المتذمرين، ما أدى إلى فوضى سياسية، أضعفت السيطرة بصورة تدريجية. بعد فشل إصلاحات الملك هيونغ ديوك السياسية على وجه الخصوص، ازداد ضعف سيطرة الحكومة المركزية على المقاطعات نتيجة المعركة الشرسة على العرش.
في المناطق الريفية، نمت سلطة النبلاء والمقاطعات، منفصلة عن الحكومة المركزية، وتحولت إلى سلطة مركزية خلفيتها المعابد البوذية، والتجارة الخارجية، والقوى العسكرية، والحكومة المحلية. بالإضافة لذلك، خُفض التمويل الاجتماعي لغولدونبونغ، الذي كان يُستخدم لدعم مجتمع شلا، ما أدى إلى إضعاف مكانة نبلاء جينغول إضعافًا شديدًا. علاوة على ذلك، توسعت المنطقة الإدارية الخاضعة لنبلاء جينغول، ومع فشل العاملين لحسابهم الخاص والطبقة الزراعية الصغيرة، حدثت مجاعة أشاعت الاضطراب بين الناس.
نتيجة لذلك، فشلت الحكومة المركزية في جمع الضرائب من القادة المحليين، ما أدى إلى فقر الموارد المالية الوطنية. بسبب هذه العوامل، قُسم مجتمع شلا ولم يعد قادرًا على دعم الأمة. بدأت التمردات في مختلف أجزاء البلاد مع انهيار سيطرة شلا على شبه الجزيرة وانتشرت ظاهرة اللامركزية. في الأصل، مال السكان المحليون للظهور بمظهر واعد لفترة طويلة بسبب عبء الضرائب المثقل وفرضها المجحف. مع ذلك، بحلول نهاية القرن، كان عليهم أن من يعانوا عبء عام الدولة بالإضافة إلى تناقضات نظام الاستلام، الذي أصبح أكثر حدة بسبب الاستحواذ على منازل النبلاء الضخمة وأماكن المتعة المنحطة. فر الناس المضطهدون إلى أماكن مختلفة أو حماهم أقوياء النبلاء، ما أزعج جنودهم وعبيدهم. انفجر هذا الظرف في نهاية المطاف في عام 889 مع إلحاح الملكة جين سونغ على الضرائب، وهي من أسس لحرب أهلية على امتداد البلاد. قاد هذا الانهيار في الجهة الحاكمة وعبء الضرائب على الطبقات الأدنى شلا إلى درب الحركة الذاتية، والتي أدت إلى تشكيل مملكة ثالثة.

## بايكتشي اللاحقة

### تأسيسها
مع بدء انهيار شلا، قاد غيون هوون، أحد ضباط شلا السابقين، قوات متمردة للسيطرة على العاصمة موجينجو في عام 892. ثم غزا إقليم هونام، وفي عام 900، أعلن غيون هوون نفسه ملكًا على بايكتشي اللاحقة، بلد غايتها استعادة مجد بايكتشي. أقام عاصمته في وانسانجو، واستمر بتوسيع المملكة.
أسسها غيون هوون في عام 892 وأقامها الملك تايجو وانغ غيون ملك غوريو في عام 936 وأنشأها تايجو ملك غوريو لمدة عامين إلى 45 عام. أصاب شلا التشتت في عصر الملك هاداي نتجية رفاهية النبلاء، والفساد والخلافة على العرش. علاوة على ذلك، زاد فشل الملكة جين سونغ والمجاعة المستمرة من صعوبة الحياة على الناس. ومع ذلك، أدى ضغط حكومة شلا المركزية المتزايد فيما يخص الضرائب، إلى اندلاع تمرد على مستوى البلاد. في هذا الجو، قاد غيون هوون مجموعة لاحتلال موجين جو وصرح أمام الناس أنه سيجد حلًا لعداوة الملك يويجا في عام 1989. بعد أن أسس غونغي المملكة، شكلت غوغوريو وشلا مملكة ثالثة بغية التنافس على السيادة.

## الإشارات
1. 1 2  Sin Hyeong-sik. Page 58.
2. ↑  Korea through the Ages، ج. 1، ص. 99–103.
3. 1 2  "Later three kingdom era", Encyclopedia of Korean Culture (بالكورية), Nate, Archived from the original on 2011-08-27.
4. 1 2  "Later three kingdoms - encykorea (후삼국 시대)". 한국민족문화대백과사전 (بالكورية). Archived from the original on 2018-06-18. Retrieved 2018-06-18.
5. ↑  "Later three kingdoms era(後三國時代) - encykorea". encykorea.aks.ac.kr (بالكورية). Archived from the original on 2018-06-18. Retrieved 2018-06-18.
6. ↑  "Gyeon Hwon", Doosan Encyclopedia (بالكورية), Naver, Archived from the original on 2020-09-28.
7. ↑  "Hubaekje" (بالكورية). Archived from the original on 2020-09-28. Retrieved 2018-06-16.